# سیارک ۱۸۶۳۴
سیارک ۱۸۶۳۴ (به انگلیسی: 18634 Champigneulles، نامگذاری:1998EQ1) هجده هزار و ششصد و سی و چهارمین سیارک کشف شده‌است که در ۲ مارس ۱۹۹۸ کشف شد.
قدر مطلق سیارک برابر ۱۷.۸ است.